# قانون مطبوعات ایران
قانون مطبوعات ایران مصوب ۱۳۶۴خورشیدی مجلس شورای اسلامی است. این قانون از بحث‌انگیزترین قوانین در تاریخ ایران بوده‌است.
این قانون با ۳۶ ماده و ۲۳ تبصره دارای شش فصل به شرح زیر است:
- فصل اول: تعریف مطبوعات
- فصل دوم: رسالت مطبوعات
- فصل سوم: حقوق مطبوعات
- فصل چهارم: حدود مطبوعات
- فصل پنجم: شرایط متقاضی و مراحل صدور پروانه
- فصل ششم: جرایم

«عدم توجه کافی به حقوق روزنامه‌نگاران» و «سکوت کامل دربارهٔ هیئت منصفه» از اصلی‌ترین انتقاداتی است که از این قانون شده‌است.